# Metro ve Vilniusu
Metro ve Vilniusu (litevsky Vilniaus metropolitenas) je projekt na vybudování metra ve městě Vilnius v Litvě. V plánu je vybudovat tři linky, které propojí nejlidnatější čtvrti města.
První testovací ražba začala již za Sovětského svazu mezi Gediminanským prospektem a hlavním nádražím města, ale dnešní návrhy vznikly v roce 2001, kdy tehdejší starosta Vilniusu Artūras Zuokas požádal o mezinárodní podporu pro studii proveditelnosti navrhovaného systému.
Od roku 2007 je systém metra zdrojem velké debaty mezi politiky a občany. Mezi obavy patří náklady, které činí přibližně 890 milionů eur a možné vibrace během výstavby, které by mohly poničit historické centrum města. Projekt byl parlamentem schválent v roce 2014, ale tehdejší prezidentka Dalia Grybauskaitė projekt vetovala.

## Linky
- Pilaitė-Centrum
- Pašilaičiai - Hlavní nádraží - Lazdynai
- Justiniškės-Antakalnis